# Andocide
Sauf précision contraire, les dates de cet article sont sous-entendues « avant l'ère commune » (AEC), c'est-à-dire « avant Jésus-Christ ».
Andocide, en grec ancien Ἀνδοκίδης / Andokídês (v.440 – v.390) fait partie des dix orateurs attiques.

## Biographie
Andocide fait partie de la famille sacerdotale des Céryces. On sait peu de choses de sa jeunesse. Il est probablement né dans une bonne famille athénienne, et rien dans ses discours ne montre les traces d'une éducation  sophistique.
En 415, il est impliqué dans le scandale des Hermocopides et de la parodie des Mystères d'Éleusis, qui touche au premier chef Alcibiade à la veille de l'expédition de Sicile : il appartient à l'hétairie qui prend part aux profanations. Pour sauver sa tête et celle de son père, Andocide décide de tout révéler. Mais malgré les promesses d'immunité du tribunal, il est déchu de ses droits civiques et exilé à Chypre, où il fait du commerce. En 403, à l'occasion de la chute des Trente et de l'amnistie générale, il peut enfin rentrer à Athènes. En 390, il est envoyé à Sparte pendant la guerre contre Corinthe pour négocier un traité de paix. Désavoué, il est de nouveau exilé, et meurt peu après.

## Œuvres
Andocide, contrairement aux autres orateurs attiques, n'est donc pas un professionnel. Sur les trois discours qui nous restent de lui, deux concernent son implication dans les deux scandales suscités.
- Le premier, des deux, Sur son retour, prononcé en 410, concerne une demande d'annulation de la peine d'atimie et la possibilité, donc, de rentrer dans sa patrie - la demande fut cependant refusée ;
- le deuxième, Sur les Mystères (Περὶ τῶν μυστηρίων), est prononcé en 399, quelques années après son amnistie ; on conserve un discours de Lysias, logographe professionnel, le Contre Andocide (Κατʹ Ἀνδοκίδου ἀσεϐείας), prononcé lors du même procès. Cette paire de discours nous fournit un rare exemple de défense et d'accusation autour d'un même motif.
- le troisième, enfin, Sur la paix, est le discours qu'il prononce au sujet du traité de paix négocié avec Sparte, prononcé en 391 ;
- un quatrième discours lui était attribué dans l'Antiquité, Contre Alcibiade, mais c'est très probablement un apocryphe. Enfin, nous avons des fragments de ce qui est peut-être un autre discours, Sur ses amis.

Les discours d'Andocide sont le premier véritable exemple d'éloquence politique qui nous soit parvenu, ceux d'Antiphon dans ce même genre étant très fragmentaires. Par ailleurs, Andocide est l'un des derniers grands orateurs amateurs : par la suite, la rédaction de discours se professionnalise jusqu'à devenir un quasi-monopole des logographes.
On a parfois reproché à Andocide son manque d'art et de sophistication, dû précisément à son statut d'amateur : l'argumentation est souvent confuse, et les discours ne valent que par leur force d'expression et leur vivacité. D'autres y voient un témoignage de ce qu'était alors le langage de l'Attique sans l'influence des sophistes.
Dans un article de 1866, Adolf Kirchhoff présente Andocide comme « un écrivain moyen » (« ein mittelmäſsiger Schriftsteller ») et « un personnage très ambigu » (« ein sehr zweideutiger Charakter »). Les jugements récents sur son œuvre sont beaucoup moins sévères.